# سلستین دوم

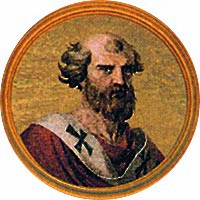
پاپ سلستین دوم

پاپ سلستین دوم (به انگلیسی: Celestine II) یکی از پاپ‌های کلیسای کاتولیک رم بود که در امبریا به دنیا آمد و از ۱۱۴۳ تا ۱۱۴۴ میلادی پاپ بود.